# Felis silvestris nesterovi
Felis silvestris nesterovi es una subespecie de  mamíferos carnívoros  de la familia Felidae.

## Distribución geográfica
Se encuentra al sur del Irak.